# Вили Цанков
Вили Христов Цанков е български театрален и кинорежисьор. Зад гърба си има 130 театрални постановки, 15 филма (най-известните от които „Сватбите на Йоан Асен“ и „Демонът на империята“), 2 опери, оперети и редица телевизионни екранизации. Създава първия „Домашен театър“ в България.

## Биография
Баща му Христо Цанков – Дерижан е директор на Народния театър, а майка му учителка. Вили (роден Венелин) Цанков завършва военно училище, след което следва в Икономическия институт. Дипломира се през 1952 г. от Държавното висше театрално училище „Кръстьо Сарафов“ със специалност театрална режисура. Специализира в Московския художествен академичен театър. Работи като режисьор и сценарист в Младежкия театър, Театър „София“, а също така в театрите в Габрово, Ямбол, Бургас, Шумен и други.

## Литературно творчество
В последните години от живота си се изявява предимно като писател: автор е на романите „Вавилонски кули“, „Еднооките“, „Сбърканият“, „Горящият ангел“, „Вилиси“, „Повест за крадлата и девственицата“ и „Седемте небеса“.

## Личен живот
Има един син от брака си с Мария, която след това се омъжва за Стефан Данаилов.

## Телевизионен театър
- „Еленово царство“ (1996) (по Георги Райчев)
- „Далила“ (1995) (по Владимир Мусаков)
- „Историята на един кон (Холстомер)“ (1985) (по Лев Толстой)
- „Змейова сватба“ (1984) (по П. Ю. Тодоров)

## Филмография

### Режисьор
- Вкус на бисер (1984)
- Рали (2-сер. тв, 1978)
- Четвъртото измерение (6-сер. тв, 1977)
- Буна (1975)
- Сватбите на Йоан Асен (1975)
- Игрек 17 (1973)
- Демонът на империята (10-сер. тв, 1971)
- Между релсите (1964)

## Признание и награди
Награждаван е на български и международни фестивали – „Лъвът на Сан Марко“ във Венеция, „Златната ракла“, „Аскеер“ и „Икар“ на Съюза на артистите в България.

## Смърт
Вили Цанков умира на 21 октомври 2007 г. на 83 години.